# Blog (książka)
Blog – książka Jacka Bocheńskiego, na którą składają się wpisy z jego blogu; łączy w sobie cechy dziennika, felietonistyki i powieści. Wydana w 2016 roku nakładem wydawnictwa Agora S.A. Teksty obejmują okres od 11 marca 2009 roku do 8 maja 2015 roku.

## Opis treści
Jacek Bocheński rozpoczął pisanie blogu z zamiarem przedstawiania za pomocą internetu tego, co, jak to ujął, jemu i światu się przydarzy. Są tu opowieści z życia autora na warszawskim osiedlu Służew nad Dolinką, opisy rozmów z sąsiadami i powszedniej drogi do centrum handlowego po produkty spożywcze. Istotnym elementem akcji jest obszerna narracja retrospektywna sięgająca wczesnych lat powojennych w Warszawie oraz wplecione wątki quasi-erotyczne i obyczajowe. Ponadto Bocheński omawia najważniejsze wydarzenia bieżące w Polsce i na świecie łącznie z polsko-polską wojną plemion i plebiscytem w sprawie niepodległości Sudanu Południowego z rewolucją na Majdanie i aneksją Krymu. Wszystko to autor opowiada z właściwym sobie humorem przeplatając dygresjami i głębszymi refleksjami. Najpoważniejsze to namysł nad genezą faszyzmu i możliwością jego powrotu, towarzysząca temu lektura pamiętników Goebbelsa i próba zrozumienia zmian we współczesnej kulturze.
Po ukończeniu tworzenia w internecie  Blogu I i II publikuje Blog III.

## Nagrody
Nagroda Warszawskiej Premiery Literackiej za książkę grudnia 2016 roku.

## Wydania
Jacek Bocheński, Blog, Agora, Warszawa 2016.